# Vrhpolje (Ljubovija)
Vrhpolje (Ljubovija) (em cirílico: Врхпоље) é uma vila da Sérvia localizada no município de Ljubovija, pertencente ao distrito de Mačva, na região de Podrinje Azbukovica. A sua população era de 926 habitantes segundo o censo de 2011.

## Demografia
| 1948  | 1953  | 1961  | 1971  | 1981  | 1991  | 2002 | 2011 |
| ----- | ----- | ----- | ----- | ----- | ----- | ---- | ---- |
| 1 369 | 1 378 | 1 389 | 1 201 | 1 201 | 1 034 | 985  | 926  |